# 枵栳镇
栲栳镇，是中国山西省运城市永济市下辖的一个乡镇级行政单位。

## 行政区划
栲栳镇共辖以下地区：
栲栳村、南赵村、龙行村、南苏村、北苏村、上高市村、略芝村、方池村、北赵村、大鸳鸯村、小鸳鸯村、王西村、韩村、吕车村、南湖村、田村、卫村、长杆村、长城村、小郭村、青台村、青台庄村、岔道村、吕封村、任村、过远村、正阳村、尚信村、王东村、常青村、大敬村、秦村、姚村、长宁村、北青村、青渠屯村、上村、西下村、东下村、大屯村。